# Atradius
Atradius is een van de grootste kredietverzekeraars ter wereld. De totale omzet van het bedrijf bedroeg in 2024 EUR 2,5 miljard.
Atradius heeft een rating 'A' (excellent) vooruitzichten stabiel van AM Best en een 'A1' vooruitzichten stabiel rating van Moody's.

## Geschiedenis
Kredietverzekering is na de Eerste Wereldoorlog door een aantal overheden en private verzekeraars in het leven geroepen als een manier om de economie te stimuleren. De wortels van Atradius liggen in deze eerste organisaties.
De kern van Atradius is ontstaan door het samengaan in 2001 van de Nederlandse verzekeraar NCM (opgericht in 1925) en de Duitse verzekeraar Gerling (opgericht in 1954).
Elk van deze bedrijven had hiervoor al zijn eigen acquisities gedaan, waaronder staatsexportkredietverzekeraars (bijvoorbeeld in 1991 de ECGD in het Verenigd Koninkrijk) en private verzekeraars (bijvoorbeeld in 1994 Namur Assurances du Crédit S.A., België). Deze bedrijven dateren zelf van het ontstaan van kredietverzekering rond 1919. Vandaag de dag is de Atradius groep een samensmelting van een aantal internationale kredietverzekeraars en aangesloten organisaties uit België, Denemarken, Frankrijk, Italië, Mexico, Noorwegen, Nieuw-Zeeland, het Verenigd Koninkrijk en de Verenigde Staten.
Atradius biedt hiernaast ook exportkredietverzekering voor rekening en in naam van de Nederlandse Staat, een rol die zij sinds 1932 vervult.
De tegenwoordig zeer internationale groep is in 2004 omgedoopt tot Atradius. Deze nieuwe naam reflecteert het streven van de groep om handel ('trade') wereldwijd ('radius' of the globe) te ondersteunen. In 2008 is de groep verder uitgebreid met de toevoeging van de Spaanse verzekeraar Crédito y Caución, opgericht in 1929, wat een uitbreiding van haar positie op diverse plaatsen in de Spaanstalige wereld met zich meebracht.
Atradius maakt deel uit van Grupo Catalana Occidente (GCO.MC), een van de leidende verzekeraars in Spanje en een wereldleider op het gebied van kredietverzekering.
Hoewel het bedrijf voornamelijk in Spaanse handen is, is het hoofdkantoor gevestigd in Amsterdam.

## Producten
Atradius heeft momenteel 3.516 medewerkers en is aanwezig in meer dan 50 landen. Het productaanbod omvat kredietverzekering, surety, Instalment Credit Protection, herverzekering, incassodiensten en informatieproducten.

## Aandeelhouders
- Grupo Compañía Española de Crédito y Caución

Grupo Compañía Española de Crédito y Caución, S.L. (Grupo CyC) is een holdingbedrijf, voor 73,84% in handen van Grupo Catalana Occidente.
- Grupo Catalana Occidente

Grupo Catalana Occidente, S.A. (GCO) is, zij het direct of indirect, het moederbedrijf van een groep verzekeringsbedrijven en heeft een beursnotering in Barcelona en Madrid. Grupo Catalana Occidente heeft een economisch belang van 83,20% in Atradius N.V., 35,77% direct en 47,43% indirect door Grupo CyC holding company.

## Management
Atradius N.V. is een naamloze vennootschap naar Nederlands recht met een Raad van Bestuur en een Raad van Commissarissen.
De Raad van Bestuur bestaat uit:
- David Capdevila, Chief Executive Officer. Als CEO is hij verantwoordelijk voor de bedrijfsonderdelen Strategie en Corporate Development, Human Resources en Facilities, Legal en Compliance, Internal Audit en de kredietverzekeringsactiviteiten in de landen Spanje, Portugal en Brazilië.
- Christian van Lint, Chief Risk Officer. Als CRO is hij verantwoordelijk voor de bedrijfsonderdelen Group Risk Management, Group Buyer Underwriting, Risk Services en Outward Reinsurance.
- Andreas Tesch, Chief Market Officer. Als CMO is hij verantwoordelijk voor Atradius Credit Insurance wereldwijd (met uitzondering van Spanje, Portugal en Brazilië) en voor de bedrijfsonderdelen Atradius Dutch State Business, Global, Special Products en Group Marketing and Communication.

- Claus Gramlich-Eicher, Chief Financial Officer. Als CFO is hij verantwoordelijk voor Finance, Financial Control en Corporate Finance.

- Marc Henstridge, Chief Insurance Operations Officer. Als CIOO is hij verantwoordelijk voor de bedrijfsonderdelen Bonding, Collections, PPU, Atradius Reinsurance, Information Technology Services en Instalment Credit Protection (ICP).

De Raad van Commissarissen heeft negen leden en is verantwoordelijk voor het toezicht op de algemene gang van zaken binnen Atradius en het beleid dat uitgevoerd wordt door de Raad van Bestuur. De Raad van Commissarissen bestaat uit:
- Xavier Freixes (voorzitter)
- Hugo Serra
- Désirée van Gorp
- John Hourican
- Carlos Halpern
- José María Sunyer
- Juan Ignacio Guerrero
- Joaquín Guallar
- Isabel Gómez